# Regions Morgan Keegan Championships and the Cellular South Cup 2010
Regions Morgan Keegan Championships and the Cellular South Cup 2010 - чоловічий і жіночий тенісний турнір, що проходив на кортах з твердим покриттям у Racquet Club of Memphis у Мемфісі (США). Це був 35-й за ліком Regions Morgan Keegan Championships і 25-й Cellular South Cup. Regions Morgan Keegan Championships належав до категорії 500 у рамках Туру ATP 2010, а Cellular South Cup належав до категорії International у рамках Туру WTA 2010. Чоловічий турнір тривав з 13 до 21 лютого 2010 року, а жіночий - з 12 до 20 лютого.

## Учасниці

### Сіяні учасниці
| Спортсменка     | Країна          | Рейтинг* | Сіяна |
| --------------- | --------------- | -------- | ----- |
| Марія Шарапова  | Росія           | 16       | 1     |
| Мелані Уден     | США             | 53       | 2     |
| Кая Канепі      | Естонія         | 61       | 3     |
| Луціє Градецька | Чехія           | 64       | 4     |
| Петра Квітова   | Чехія           | 68       | 5     |
| Крістіна Барруа | Німеччина       | 70       | 6     |
| Ваня Кінґ       | США             | 73       | 7     |
| Олена Балтача   | Велика Британія | 83       | 8     |

- Рейтинг подано станом на 8 лютого 2010.

### Інші учасниці
Нижче наведено учасниць, які отримали вайлд-кард на участь в основній сітці:
- Бетані Маттек-Сендс
- Айла Томлянович
- Ніколь Вайдішова

Нижче наведено гравчинь, які пробились в основну сітку через стадію кваліфікації:
- Софія Арвідссон
- Медісон Бренгл
- Алекса Ґлетч
- Валері Тетро

## Учасники

### Сіяні учасники
| Спортсмен          | Країна        | Рейтинг* | Сіяний |
| ------------------ | ------------- | -------- | ------ |
| Енді Роддік        | United States | 7        | 1      |
| Фернандо Вердаско  | Spain         | 11       | 2      |
| Радек Штепанек     | Чехія         | 14       | 3      |
| Томмі Гаас         | Germany       | 17       | 4      |
| Томаш Бердих       | Чехія         | 23       | 5      |
| Джон Ізнер         | United States | 25       | 6      |
| Філіпп Кольшрайбер | Germany       | 29       | 7      |
| Сем Кверрі         | United States | 31       | 8      |

- Рейтинг подано станом на 8 лютого 2010.

### Інші учасники
Нижче наведено учасників, які отримали вайлд-кард на участь в основній сітці:
- Роббі Джінепрі
- Вейн Одеснік
- Боббі Рейнольдс

Нижче наведено гравців, які пробились в основну сітку через стадію кваліфікації:
- Кевін Андерсон
- Раян Гаррісон
- Роберт Кендрік
- Раян Світінг

## Переможці та фіналісти

### Чоловіки. Одиночний розряд
Сем Кверрі —  Джон Ізнер, 6–7(3–7), 7–6(7–5), 6–3
- Для Кверрі це був перший титул за сезон і 3-й - за кар'єру.

### Одиночний розряд. Жінки
Марія Шарапова —  Софія Арвідссон, 6–2, 6–1
- Для Шарапової це був перший титул за сезон і 21-й - за кар'єру.

### Парний розряд. Чоловіки
Джон Ізнер /  Сем Кверрі —  Росс Гатчінс /  Джордан Керр, 6–4, 6–4

### Парний розряд. Жінки
Ваня Кінґ /  Міхаелла Крайчек —  Бетані Маттек-Сендс /  Меган Шонессі, 7–5, 6–2